# Antonio Rusca
Antonio Rusca est un théologien et érudit italien, né à Milan vers 1577 et mort en 1645.

## Biographie
Né à Milan, Rusca fut un des savants que le cardinal Federico Borromeo, archevêque de cette ville, attacha à la bibliothèque Ambrosienne qu'il avait fondée. Borromeo les chargea de composer différents ouvrages, connus sous le nom de livres ambrosiens, et dont il leur indiquait lui-même les sujets. Celui de l'enfer fut confié à Rusca, qui déploya dans ce travail une vaste érudition. Son traité, rempli de recherches curieuses, est intitulé De inferno et statu dæmonum, ante mundi exitium, libri V, in quibus tartarea cavitas, cruciamentorum genera, ethnicorum de his opiniones, dæmonumque conditio usque ad magnum judicii diem, varia eruditione describuntur, Milan, de l'imprimerie du collége ambrosien, 1621, in-4°. Rusca mourut en 1645. Francesco Collio, Francesco Bernardino Ferrari et Giuseppe Visconti ou Vicecomes étaient ses collègues et travaillaient comme lui sur les plans du cardinal Borromeo.